# Michael Jace
Michael Jace (Paterson, 13 luglio 1962) è un attore statunitense noto per l'interpretazione di Julian Lowe nella serie televisiva The Shield.

## Carriera
Ha iniziato la sua carriera agli inizi degli anni novanta partecipando in varie serie televisive.
Nel 1994 ha debuttato al cinema nel film Forrest Gump con Tom Hanks.

## Vita privata e l'omicidio della moglie
È stato sposato dal 1995 al 2002 con Jennifer Bitterman da cui ha avuto un figlio. Nel 2003 ha sposato April Denise Laune da cui ha avuto due figli.
Il 19 maggio 2014 ha sparato e ucciso la sua seconda moglie April, davanti ai due figli, entrambi sotto i dieci anni; dopo il delitto, si è costituito alla polizia di Los Angeles dove ha confessato ed è stato arrestato. L'11 giugno 2016 è stato condannato a quarant'anni per l'omicidio.

## Filmografia parziale

### Cinema
- Forrest Gump, regia di Robert Zemeckis (1994)
- Sotto il segno del pericolo (Clear and Present Danger), regia di Phillip Noyce (1994)
- Strange Days, regia di Kathryn Bigelow (1995)
- The Fan - Il mito (The Fan), regia di Tony Scott (1996)
- Boogie Nights - L'altra Hollywood (Boogie Night), regia di Paul Thomas Anderson (1997)
- Le riserve (The Replacements), regia di Howard Deutch (2000)
- Planet of the Apes - Il pianeta delle scimmie (Planet of the Apes), regia di Tim Burton (2001)
- Distruggete Los Angeles! (Scorcher), regia di John Seale (2002)
- Amici x la morte (Cradle 2 the Grave), regia di Andrzej Bartkowiak (2003)
- State of Play, regia di Kevin Macdonald (2009)
- Division III: Football's Finest, regia di Marshall Cook (2011)

### Televisione
- Law & Order - I due volti della giustizia (Law & Order) - serie TV, 1 episodio (1992)
- E.R. - Medici in prima linea (ER) - serie TV, 2 episodi (1997)
- La signora in giallo - L'ultimo uomo libero (The Last Free Man), regia di Anthony Pullen Shaw - fim TV (2001)
- Giudice Amy (Judging Amy) - serie TV, 2 episodi (2000-2002)
- The Shield - serie TV, 89 episodi (2002-2008)
- Southland - serie TV, 4 episodi (2009-2013)
- Burn Notice - Duro a morire (Burn Notice) - serie TV, 1 episodio (2010)
- Rizzoli & Isles - serie TV, episodio 1x03 (2010)
- CSI - Scena del crimine (CSI: Crime Scene Investigation) - serie TV, 2 episodi (2010)
- The Mentalist - serie TV, 1 episodio (2011)
- Private Practice - serie TV, 1 episodio (2011)

## Doppiatori italiani
Nelle versioni in italiano delle opere in cui ha recitato, Michael Jace è stato doppiato da:
- Mario Bombardieri in Giudice Amy, Le riserve
- Massimo Bitossi in The Shield, Burn Notice - Duro a morire
- Claudio Fattoretto in Forrest Gump
- Massimo Pizzirani in Boogie Nights - L'altra Hollywood
- Daniele Barcaroli in La signora in giallo - L'ultimo uomo libero
- Paolo Marchese in Cold Case - Delitti irrisolti
- Roberto Draghetti in State of Play
- Antonio Palumbo in Private Practice
- Sergio Lucchetti in CSI - Scena del crimine
- Pasquale Anselmo in The Mentalist